# Грейвз, Томас (адмирал)
Сэр Томас Грейвз (англ. sir Thomas Graves; ок. 1747 — 29 марта 1814) — офицер Королевского флота, кавалер Ордена Бани, участник Семилетней войны, Американской войны за независимость и Французских революционных и Наполеоновских войн, впоследствии адмирал.

## Семья и ранние годы
Томас Грейвз родился около 1747 года. Третий сын преподобного Джона Грейвза из замка Доусон, в графстве Лондондерри, и Джейн Хадсон. Племянник адмирала Самуэля Грейвза и двоюродный брат адмирала лорда Томаса Грейвза. Все трое братьев Грейвз служили на флоте, став адмиралами по выслуге лет, согласно флотскому списку.

## Служба
Томас поступил на флот в очень раннем возрасте, и служил в Семилетнюю войну у своего дяди Самуэля на борту HMS Scorpion, HMS Duke, и HMS Venus. После заключения мира он был назначен на HMS Antelope со своим двоюродным братом Томасом, за которым последовал на HMS Edgar, и который в 1765 году, во время плавания к побережью Африки, повысил его до лейтенанта HMS Shannon. У Фостера в труде «Пэрство» говорится, что Грейвз родился в 1752 году. Эта дата несовместима с известными фактами его службы: по Положению о военно-морском флоте на день производства он должен был быть двадцати лет от роду, и хотя это правило часто грубо нарушалось, маловероятно, чтобы ему было только тринадцать: разумно предположить, что в 1765 году ему было по меньшей мере восемнадцать.
В 1770 году Грейвз был лейтенантом на HMS Arethusa, а в 1773 году был назначен на HMS Racehorse (капитан Константин Фиппс) в полное открытий путешествие, в арктические моря.

### Северная Америка
На следующий год он вышел в Северную Америку со своим дядей Самуэлем, который и назначил его командовать HMS Diana, малой шхуной из тех, что использовались для пресечения контрабанды. Она имела команду 30 человек и вооружение из четырёх 2-фунтовых пушек. 27 мая 1775 года, будучи отправлена из Бостона в Чарльз-ривер, была атакована крупными силами мятежников, число которых увеличилось, пока не достигло что-то около 2000 человек, с двумя полевыми пушками. Наступил штиль и к полуночи, в отлив, Diana села на мель и легла на борт, после чего колонисты сумели её поджечь, и небольшой экипаж после храброй обороны был вынужден её покинуть. Грейвз получил сильные ожоги, как и его брат Джон, тогда лейтенант на флагманском HMS Preston, направленный со шлюпкой с Preston на поддержку Diana.

### Награда и дальнейшая служба
После этого Грейвз продолжал служить, командуя другими тендерами в районе Бостона и Род-Айленда до отзыва своего дяди. Вернулся на Preston в Англию, но был вновь послан на североамериканскую станцию на том же корабле, уже под командованием коммодора Хотэма. В 1779 году он получил в командование шлюп HMS Savage на Североамериканской станции, а в мае 1781 года был произведен в капитаны На время отсутствия коммодора Аффлека, 5 сентября он командовал HMS Bedford в Чесапикском сражении и затем продолжал служить на Bedford, как флаг-капитан Аффлека; 26 января 1782 года присутствовал при Сент-Китсе, а 9 и 12 апреля при островах Всех Святых, где Bedford очень отличился.
Следующей осенью Грейвз был назначен на фрегат HMS Magicienne, на котором 2 января 1783 года провел очень упорный бой с французской Sybille, которой мешала команда второго корабля, доставляемая в качестве пассажиров в Чесапик. Оба фрегата превратились в обломки, и так разошлись; Magicienne через две недели добралась до Ямайки, Sybille 22 февраля 1783 года взял в плен HMS Hussar, капитан Томас Макнамара Расселл (англ. Thomas McNamara Russell).

### Годы мира и французских революционных войн
Период мира Грейвз провел большей частью во Франции, и в первые годы французских революционных войн не служил. Только в октябре 1800 года он по приказу лорда Сент-Винсента был назначен командовать 74-пушечным HMS Cumberland, во Флот Канала. Пробыл на нём только несколько месяцев, так как с 1 января 1801 года был произведен в контр-адмиралы белой эскадры, а в марте поднял свой флаг на 64-пушечном HMS Polyphemus, в составе флота, направленного в Балтийское море с сэром Хайд Паркером.

### Флагманский ранг и дальнейшая жизнь
Грейвз потом перенес флаг на HMS Defiance, и на нём 2 апреля 1801 года был заместителем контр-адмирала Горацио Нельсона при Копенгагене. За свои заслуги в этом важном сражении он получил благодарность Парламента, и стал кавалером ордена Бани. В конце июля флот покинул Балтику, и по возвращении в Англию Грейвз, который большую часть кампании был очень плох здоровьем, удалился от активной службы. HMS Foudroyant (временный капитан Кристофер Нишем, англ. Christopher Nesham) продолжал нести его флаг в Бискайском заливе с октября 1804 по февраль 1805 года. Он стал вице-адмиралом 9 ноября 1805 года и адмиралом 2 августа 1812 года.

## Личная жизнь
Грейвз был дважды женат, но имел только одну дочь. Он умер в своем доме, в Вудбайн-хилл, недалеко от Хонитона, 29 марта 1814 года.